# Ангелски риби
Ангелските риби (Pomacanthidae) са семейство актиноптери от разред Бодлоперки (Perciformes).
Таксонът е описан за пръв път от Дейвид Стар Джордан през 1898 година.

## Родове
- Apolemichthys
- Centropyge
- Chaetodontoplus
- Genicanthus
- Holacanthus
- Paracentropyge
- Pomacanthus – Помаканти
- Pygoplites – Пигоплити